# Olga Valverde Granados
Olga Valverde Granados   (Cadis, 4 de desembre de 1965) és una neurobiòloga, investigadora de la Universitat Pompeu Fabra, experta en addiccions.
Es va doctorar en Neurociències a la Universitat de Cadis i en Farmàcia a la Universitat René Descartes (Paris V). És catedràtica de Psicobiologia en el Departament de Ciències Experimentals i de la Salut de la Universitat Pompeu Fabra, cap del Grup de Recerca en Neurobiologia del Comportament (GreNeC) de la mateixa universitat i col·laboradora del Departament de Neurofarmacologia de l'Instituto Cajal del Consell Superior d'Investigacions Científiques (CSIC).
Va començar a investigar i publicar estudis sobre cannabinoides el 1997, amb l'esclat de popularitat del cànnabis. La seva recerca se centra en els trastorns addictius de l'alcohol com a droga d'abús i sobre el substrat neurobiològic de la dependència. Estudis del seu equip de recerca duts a terme en ratolins van concloure que el consum esporàdic d'alcohol durant l'embaràs causa canvis neuronals cerebrals que, tot i no ser detectables en el moment del naixement, poden afectar l'aprenentatge, la memòria i el comportament.
A partir dels seus estudis en animals de laboratori, Valverde ha observat els fenòmens de la dependència neurofísica dels opioides i els cannabinoides, les interaccions fisiològiques entre els cannabinoides i altres sistemes de transmissió, així com la intervenció de opioides i cannabinoides en els processos inflamatoris.